# Videoex
Videoex (Experimentalfilm & Video Festival Zurich Switzerland) ist das einzige jährlich stattfindende Festival in der Schweiz, das sich explizit dem Genre des Experimentalfilms widmet. Das Festival existiert seit 1998 und findet jeweils in den letzten beiden Maiwochen statt.
Neben einem umfangreichen Wettbewerb präsentiert Videoex Schweizer und internationale Retrospektiven, Spezialprogramme und jedes Jahr ein neues Gastprogramm. Teil des Festivals sind zudem Expanded Cinema Live Acts, Performances, Diskussionen und Workshops.

## Geschichte
Das Festival fand zum ersten Mal im Dezember 1998 im Kino Xenix in Zürich in Form einer einwöchigen internationalen Experimentalfilmschau statt. Inzwischen ist daraus eine vielfältige Programmstruktur erwachsen. Das Festival findet seit mehreren Jahren im Kunstraum Walcheturm auf dem Kasernenareal in Zürich statt.
Seit der Gründung des Festivals 1998 ist die Zahl der eingereichten Film- und Videoarbeiten sowohl für den internationalen wie auch für den Schweizer Wettbewerb jährlich gestiegen; im Jahr 2008 waren es über 1800 Arbeiten aus 51 Ländern. Obwohl Videoex ein Nischenpublikum bedient, konnte es in den vergangenen Jahren aufgrund der Qualität der ausgewählten Werke zu einer wichtigen Referenz im Bereich des Experimentalfilms avancieren. Mittlerweile wird es auch von der breitentauglichen Schweizer Presse wahrgenommen.

## Preisträger und Jurymitglieder
| Jahr    | Preisträger_in Schweizer Wettbewerb                                   | Preisträger in Internationaler Wettbewerb                                                | Jury Internationaler Wettbewerb                                   |
| ------- | --------------------------------------------------------------------- | ---------------------------------------------------------------------------------------- | ----------------------------------------------------------------- |
| 2021    | Juana Robles                                                          | Zwei Preise ex aequo: Maija Blåfield, Suneil Sanzgiri                                    | Aura Satz, Antoni Pinent, Ángel Rueda                             |
| 2020    | Zwei Preise ex aequo: Juana Robles, Max Philipp Schmid                | Jorge Jácome                                                                             | Adam Jasper, Majid Movasseghi                                     |
| 2019    | Christine Hürzeler                                                    | Takashi Makino                                                                           | Joke Ballintijn, Lucas Murari, Sebastián Díaz Morales             |
| 2018    | Zwei Preise ex aequo: Silas Heizmann, Kezia Zurbrügg & Philipp Ritler | Daniel Jacoby & Yu Araki                                                                 | Caspar Stracke, Diana Vidrascu, Greg de Cuir Jr                   |
| 2017    | Aurèle Ferrier, Josh Weissbach                                        | Ismail Bahri (FR), Laure Prouvost (FR)                                                   | Richard Ashrowan, Richard Bott, Ximena Cuevas                     |
| 2016    | Tom Bogaert, Jela Hasler                                              | -                                                                                        | -                                                                 |
| 2015    | Max Philipp Schmid                                                    | Zapruder filmmakersgroup                                                                 | Adam Szymczyk, Kim Knowles, Pieter-Paul Mortier                   |
| 2014    | Lukas Gut                                                             | Basma Alsharif (KWT/USA), Sam Firth (GBR)                                                | Ute Aurand, Stephen Partridge                                     |
| 2013    | Pauline Julier                                                        | Jesse McLean (USA)                                                                       | Aleksandra Sekulić, Sanja Grbin, Romeo Grünfelder                 |
| 2012    | Pauline Cazorla                                                       | Angela Reginato (USA)                                                                    | Jaap Pieters, Piero Pala, Dan Oki                                 |
| 2011    | Sabine Haerri                                                         | Florence Aigner & Laurent Van Lancker (BEL), Till Roeskens (FR)                          | Maria Palacios Cruz, Seppo Renvall, Georges Salameh               |
| 2010    | Ariane Andereggen                                                     | Jürgen Reble (DE), Inger Lise Hansen (NOR)                                               | Julia Marx, Marcel Schwierin                                      |
| 2009    | Klaus Fromherz                                                        | Sebastian Diaz Morales (ARG)                                                             | Mika Taanila, Sebestyén Kodolányi, Jeremy Rigsby                  |
| 2008    | Marie-Catherine Theiler & Jan Peters                                  | Hito Steyerl (DE)                                                                        | Erwin van’t Hart, Robert Buchschwenter, Alexandra Gramatke        |
| 2007    | Elodie Pong, Rolf Hellat                                              | -                                                                                        | -                                                                 |
| 2006    | Michael Sasdi                                                         | Arash T. Riahi (AT)                                                                      | Frédérique Devaux, Sébastien Ronceray, Stefanie Schulte-Strathaus |
| 2005    | Ingo Giezendanner                                                     | Laura Waddington (FR)                                                                    | Christine Noll Brinkmann, Barbara Pichler, Brent Klinkum          |
| 2004    | Ariane Andereggen                                                     | Rachel Reupke (GBR)                                                                      | Michael Brynntrup (DE), Norbert Pfaffenbichler, Florian Wüst      |
| 2003    | Max Philipp Schmid & Beat Brogle                                      | François Bucher (USA)                                                                    | Yann Beauvais, Caspar Stracke, Suzanne Buchan                     |
| 2002    | Nicoletta Wartmann                                                    | Drei Preise ex aequo: Steve Matheson (USA), Dominic Gagnon (CAN), Laura Waddington (GBR) | Peter Mettler, Arjon Dunnenwind, Mike Hoolboom                    |
| 2001    | Gabriela Gerber & Lukas Bardill                                       | Emily Vey Duke / Cooper Battersby (CAN)                                                  | Gudrun Sommer, Robert Anderson, Rein Wolfs                        |
| 2000    | Zwei Preise ex aequo: David Renggli, Jessie Fischer                   | 3 Preise ex aequo: Dan Oki (NL), Mark Roth (USA), Walid Raad (LBN/USA)                   | Daniel Kurjakovic, Hanspeter Ammann, Franziska Oliver             |
| 1998    | -                                                                     | -                                                                                        | -                                                                 |
| Quelle: |                                                                       |                                                                                          |                                                                   |

## Programm
| Jahr    | Spezialprogramm                                            | Schweizer Fokus                                       | Gastprogramm            |
| ------- | ---------------------------------------------------------- | ----------------------------------------------------- | ----------------------- |
| 2020    | Charlotte Prodger, Flatform, Laure Prouvost                | collectif_fact                                        | Argentina               |
| 2019    | Barbara Hammer, Jonas Mekas                                | Uriel Orlow                                           | Brazil                  |
| 2018    | Salomé Lamas, Filipa César                                 | Pauline Boudry / Renate Lorenz                        | African Metropolises    |
| 2017    | Omer Fast, Jean Rouch, Samuel Beckett                      | Werner von Mutzenbecher                               | Mexiko                  |
| 2016    | Kenneth Anger, Laurie Anderson                             | Ursula Biemann                                        | Beirut                  |
| 2015    | Hito Steyerl                                               | Elodie Pong                                           | Portugal                |
| 2014    | John Akomfrah, Ute Aurand, Robert Beavers                  | Katarina Schröter                                     | Italien                 |
| 2013    | Carolee Schneemann, Jean-Luc Godard, Chris Marker          | -                                                     | Belgrad und Zagreb      |
| 2012    | George Kuchar, Mike Kelley, Miranda Pennell, Mike Hoolboom | Klaus Lutz                                            | Warschau und Lodz       |
| 2011    | Bruce Conner, Herbert Fritsch                              | Rudolph Burckhardt                                    | Brüssel                 |
| 2010    | Johan Grimonprez                                           | Clemens Klopfenstein                                  | Rotterdam und Amsterdam |
| 2009    | Gustav Deutsch                                             | Unabhängiges Video Schweiz (UVS)                      | Helsinki                |
| 2008    | -                                                          | Videofemmes                                           | London                  |
| 2007    | Béla Balázs Studio (BBS)                                   | -                                                     | Genf                    |
| 2006    | Sarah Morris, Marie Menken, Jaap Pieters                   | Swiss Experimental Films of the Sixties and Seventies | Paris                   |
| 2005    | Owen Land, Carolee Schneemann                              | -                                                     | -                       |
| 2004    | Harun Farocki                                              | Isa Hesse-Rabinovitch                                 | -                       |
| 2003    | Mike Hoolboom, Stan Brakhage                               | Peter Liechti                                         | -                       |
| 2002    | Michael Snow, Doug Aitken                                  | Peter Mettler                                         | -                       |
| 2001    | Bruce Conner, Pat O’Neill, Nam June Paik, Oskar Fischinger | -                                                     | -                       |
| 2000    | Craig Baldwin, Mike Kelley, Vito Acconci, Takashi Itoh     | -                                                     | -                       |
| 1998    | -                                                          | -                                                     | -                       |
| Quelle: |                                                            |                                                       |                         |

## Partner und Sponsoren
Videoex wird durch den gemeinnützigen Verein Videoex ausgerichtet und von privaten sowie öffentlichen Stellen unterstützt. Das Festival besitzt seit 2012 den Rang einer regionalen Institution des Kantons Zürich und wurde ins Kulturleitbild der Stadt Zürich aufgenommen.